# Ciklobuten
Ciklobuten je cikloalken. On se koristi u hemijskoj industriji kao monomer za sintezu polimera i za niz hemijskih sinteza.

## Spoljašnje veze
- Priprema ciklobutena